# شجرة الجنسنغ
شجرة الجنسنغ أو الجِنْسِنْغ الشَجَرِي (الاسم العلمي:Dendropanax) هي جنس من الأرالية تتبع القبيلة الشفلرياوية من أسرة الأرالياوات.

## أنواع شجرة الجنسنغ
- شجرة الجنسنغ الإسفينية
- شجرة الجنسنغ البحرية
- شجرة الجنسنغ البرازيلية
- شجرة الجنسنغ البنامية
- شجرة الجنسنغ البورنيونية
- شجرة الجنسنغ البوليفية
- شجرة الجنسنغ التسمانية
- شجرة الجنسنغ الجنوبية
- شجرة الجنسنغ السيامية
- شجرة الجنسنغ الكبيرة
- شجرة الجنسنغ الكروية
- شجرة الجنسنغ الكولومبية
- شجرة الجنسنغ المسننة
- شجرة الجنسنغ الهندوراسية